# 法定外普通税
法定外普通税（ほうていがいふつうぜい）とは、地方税の一つ。地方税法（昭和25年7月31日法律第226号）に定めのある以外の税目の地方税で、普通税であるものを言う。道府県に係るものと市町村に係るものとがある。
なお、誤解されがちであるが、いわゆる銀行税は事業税の法定内の特例に基づくものであり、法定外普通税ではない。

## 地方税法上の規定
地方自治体が、法定外普通税を新設、変更しようとする場合は、あらかじめ総務大臣に協議し、その同意を得なければならないとされる（地方税法第259条・第669条）。但し、
- 国税又は他の地方税と課税標準を同じくし、かつ、住民の負担が著しく過重となること
- 地方団体間における物の流通に重大な障害を与えること
- 国の経済施策に照らして適当でないこと

のいずれかに該当する場合を除き、総務大臣は同意を与えなければならないこととされている（地方税法第261条・第671条）。
なお、法定外税ではあっても、申告納付の方法・延滞金・加算金・徴税吏員による調査・滞納処分等に関しては地方税法に定めがあり、法定外税を定める条例においても、この範囲を超えることはできないと解される。

### 総務大臣の同意が与えられなかった事例
協議・同意制に移行して以来、実際に地方税法第261条・第671条により、同意が与えられなかった事例は、2004年4月現在、横浜市が導入を目指していた『勝馬投票券発売税』のみである（平成13年（2001年）3月30日付け不同意通知：JRAの競馬事業に課税することは、国の経済施策に照らして不適当となった）。
但し、これについては国地方係争処理委員会による審査を経て、再協議の勧告が平成13年（2001年）7月24日付けでなされた。その後、横浜市長の交代を経て、平成14年（2004年）2月25日を以て、横浜市の同税に係る条例自体が廃止された。

### 最高裁判決により無効となった事例
神奈川県は2001年度から2009年度にかけて、資本金5億円以上の法人を対象として法人事業税の欠損金の繰越損失控除の適用が無いものとして計算した場合の所得を対象（ただし、適用を受けた繰越損失控除額を上限）に税率を地方事業税の税率の約30%に相当する率に設定して臨時特例企業税を課していた。
しかし、納税者からの同税の無効を理由とした同税の返還を求める訴訟において、最高裁判所は、同税が実質的には法人事業税の欠損金繰越損失控除額を課税標準として、繰越損失控除の適用を一部排除する効果を有するもので、法人事業税における欠損金繰越控除の一律適用を定めた、地方税法の趣旨を阻害するものとして、同法の強行規定に反するものとして、2013年3月21日臨時特例企業税を定めた条例は、違法無効であるとして、納税企業側の主張を全面的に認める判決を下した。

## 法定外普通税の例

### 原子力政策の税
2020年現在、原子力発電所の存在する道県では、核燃料（自治体によっては核燃料物質も）の取扱いに応じ、原子力事業者に対する「核燃料税（10道県）」（もしくは「核燃料等取扱税（茨城県）」「核燃料物質等取扱税（青森県）」）が制定されている。
市町村レベルでは、鹿児島県薩摩川内市や愛媛県西宇和郡伊方町、新潟県柏崎市の「使用済核燃料税」がある。

### その他の分野の税
- 「石油価格調整税」：沖縄県
- 「別荘等所有税」：静岡県熱海市
- 「砂利採取税」：神奈川県足柄上郡山北町
- 「歴史と文化の環境税」：福岡県太宰府市
  - 一時有料駐車場利用者に対する課税
- 「狭小住戸集合住宅税」：東京都豊島区
  - ワンルームマンションの建設時に課税
- 「空港連絡橋利用税」：大阪府泉佐野市
  - 国の収益となる関西国際空港連絡橋の通行料金とは別途に、泉佐野市に支払う税
- 「宮島訪問税」：広島県廿日市市
  - 宮島を「船舶」において訪問する際に、民間事業者等に支払う乗船料金等とは別に廿日市市に支払う税
- 「再生可能エネルギー地域共生促進税」：宮城県
  - 一定面積の森林開発を行った再生可能エネルギー発電設備設置者に対する課税

### 廃止された法定外普通税
- 過去には、多くの市町村で犬の飼い主が支払う「犬税」が課税されていたが、徴収コストの問題から、1982年に廃止した長野県東筑摩郡四賀村(現：松本市)を最後に、全ての地方公共団体で廃止されている。
- 京都府京都市では、寺院拝観者に対し古都保存協力税が課されたが、寺院の反対により、短期間のうちに廃止された。

### 未制定・現在協議中の税
- ミネラルウォーター税
  - 山梨県はミネラルウォーターの生産量が日本一を誇る一方、森林涵養に数十億円の県税を支出していることから2000年に法定外目的税として天野建元知事が提唱したが、県民からはある程度の支持は得られたものの、ミネラルウォーター業者および消費者からの反発が強く導入ができなかった。しかしながら、山梨県議会は、自主財源が乏しく、大変厳しい県の財政状況に対応し、魅力ある地域づくりを推進することを理由として、2019年に知事に対し法定外普通税として導入を提言している。

## 関連文献・記事
- CiNii>法定外普通税